# Ринну
Ринну (Рину, Риину)— парфянская царица, регент в 30-х годах II века до н. э.
Возможно, Ринну происходила из мидийской аристократии. Она была выдана замуж за Митридата I, включившего Мидию в состав Парфянского царства. В этом браке у супругов родился Фраат II. Митридат I умер примерно в 138—139 годах до н. э. (по мнению Н. Дибвойза. Д. Селлвуда) или около 133—132 годов до н. э. (по предположению М. Олбрайхта, Г. Ассана). Фраат, по всей видимости, на момент смерти отца был ещё молодым (по оценке Г. Ассана, Н. Овертума, около пятнадцати лет), и Ринну стала править страной в качестве регента. О её роли стало известно из обнаруженной вавилонской надписи. По замечанию Н. Овертума, укреплению позиций Ринну способствовала смерть влиятельного Багасиса.